# Rio Capra (Motru)
O Rio Capra é um rio da Romênia, afluente do Motrul Sec, localizado no distrito de Gorj.